# Rathdowney
Rathdowney (iriska: Ráth Domhnaigh) är ett samhälle i sydvästra Laois i Irland, beläget söder om Portlaoise. Rathdowney ligger där vägarna R433 och R435 möter varandra tillsammans med mindre vägar. 